# Вояджър 2
Вояджър 2 (на английски: Voyager 2) е космически апарат, изстрелян на 20 август 1977 г. по програмата Вояджър на НАСА. Идентичен е спрямо Вояджър 1. Апаратът посещава планетите Уран и Нептун. Вояджър 2 е единственият апарат, посетил Уран и Нептун, възползвайки се от изгодното разположение на планетите, което се повтаря веднъж на 175 години. 
За подробности относно оборудването на апарата виж Вояджър (програма).

## Изстрелване
Вояджър 2 е изстрелян от космодрума в Кейп Канаверал, Флорида, САЩ с ракета-носител Титан IIIE/Кентавър
По време на старта, поради грешка от наземния контрол, не е изпратена команда за включване на главната антена на апарата и тя се деактивира. Впоследствие обаче, използвайки резервната антена, грешката е поправена.

## Юпитер
Вояджър 2 се приближава максимално до Юпитер на 9 юли 1979 година, прелитайки на около 570 000 km над върховете на облаците на планетата. Минава близо до спътниците му Европа и Ганимед, неизследвани по-рано от Вояджър 1. Открива няколко планетни пръстена около Юпитер, както и вулканична активност на спътника Йо. За пръв път е наблюдавана вулканична активност на друго небесно тяло.
Голямото червено петно е заснето като буря на повърхността на планетата, която се движи обратно на часовниковата стрелка. Проблясъци от други малки бури и вихрушки са наблюдавани през слоевете облаци.
Откриването на вулканизъм на Йо, несъмнено е най-неочакваното откритие свързано с Юпитер. Това е първият път, в който е засечен вулканизъм на друго небесно тяло в Слънчевата система. Двата апарата Вояджър наблюдават общо девет изригвания на вулкани на Йо, освен това има доказателства и за други през времето между преминаването на двата апарата.
Европа показва голям брой интересни линейни особености на снимките с ниска резолюция на Вояджър 2. Учените смятат, че това са дълбоки пукнатини, причинени от пропукване на кората или от тектонски движения.
Открити са два нови малки спътника – Адрастея и Метис, които обикалят точно зад планетните пръстени. Трети нов спътник – Тива е открит между орбитите на Амалтея и Йо.

## Сатурн
На 25 август 1981 година апаратът се доближава най-близко до Сатурн, прелитайки на разстояние 101 000 км. Траекторията му минава край спътниците Тетида и Енцелад.
Вояджър 2 изследва Сатурн със своя радар с цел установяване на температурни и плътностни профили на атмосферата на планетата. В най-горните слоеве на атмосферата отчетеното налягане е 70 милибара) с температура 70 К, докато на най-дълбокото измерено ниво налягането достига 1200 милибара с температура 143 K. Температурата на северния полюс е с 10 K по-ниска, вероятно поради сезонни ефекти.
След преминаването на Сатурн, платформата на камерата на Вояджър 2 се заключва за кратко, което поставя първоначалните планове за разширяване на мисията до Уран и Нептун в опасност. Екипът на мисията успява да оправи проблема, причинен от преизползване, което временно е изразходвало смазочния материал. Сондата продължава към Уран.

## Уран
На 24 януари 1986 година апаратът достига максималното си приближение до Уран от около 107 000 км. По време на прелета са открити 10 нови спътника и са извършени наблюдения на атмосферата. Учените изучават деветте вече известни пръстена на планетата и откриват два нови.

## Нептун
Вояджър прелита на 48 000 км от повърхността на Нептун на 25 август 1989 г. Тъй като това е последната планета от програмата на апарата, траекторията му е променена, за да изследва отблизо Тритон. На Тритон са открити действащи гейзери, което е неочаквано за отдалечен и студен спътник. Открити са 6 нови спътника и 4 непълни пръстена около Нептун.
В атмосферата на Нептун е открито Голямото тъмно петно, което изчезва малко след това, според наблюденията, направени с телескопа Хъбъл. Първоначално се смята за облак, но по-късно становището е променено на дупка в пласт облаци на планетата.
Откакто Международният астрономически съюз реши през 2006 г. да понижи Плутон в „планета джудже“, прелитането покрай Нептун през 1989 г. става моментът, в който всяка планета от Слънчевата система е посещавана от космически апарат поне веднъж.
- Снимка на Нептун от Вояджър 2
- Снимка на Тритон от Вояджър 2

## Отвъд Слънчевата система
След края на планетните изследвания, Вояджър 2 е част от междузвездната мисия на НАСА с цел установяване на условията в хелиопаузата.
- Към 30 август 2007 апаратът влиза в областта на хелиопаузата.
- Към 14 декември 2010 апаратът е на разстояние 94,04 АЕ от Слънцето и се отдалечава с 3,3 АЕ/година или 15,6 km/s.
- Към 3 ноември 2012 Вояджър 2 достига разстояние 100 АЕ от Слънцето.
- Към 30 юли 2017 Вояджър 2 достига разстояние 115 АЕ от Слънцето.